# Skeeter Davis
Skeeter Davis, född Mary Frances Penick den 30 december 1931 i Dry Ridge i Grant County i Kentucky, död 19 september 2004 i Nashville i Tennessee, var en amerikansk countrysångerska. Hon är förmodligen mest ihågkommen för balladen "The End of the World" (skriven av Sylvia Dee och Arthur Kent) från 1962. Den låten låg som bäst tvåa på Billboard-listan. Samma år hade hon ytterligare en listframgång med den sjundeplacerade "I Can't Stay Mad at You" (skriven av Gerry Goffin och Carole King)

## Diskografi
Album
- Here's the Answer (1960)
- I'll Sing You a Song and Harmonize (1960)
- Cloudy, With Occasional Tears (1963)
- End of the World (1962)
- I Forgot More Than You'll Ever Know (1964)
- Let Me Get Close to You (1964)
- Blueberry Hill (1965)
- Skeeter Sings Standards (1965)
- Written by the Stars (1965)
- My Heart's in the Country (1966)
- Singin' in the Summer Sun (1966)
- Hand in Hand with Jesus (1967)
- Skeeter Davis Sings Buddy Holly (1967)
- I Love Flatt & Scruggs (1968)
- What Does It Take (To Keep a Man Like You Satisfied) (1968)
- Why So Lonely? (1968)
- Closest Thing To Love (1969)
- Mary Frances (1969)
- Easy to Love (1970)
- It's Hard to Be a Woman (1970)
- Place in the Country (1970)
- Foggy Mountain Top (1971)
- Love Takes a Lot of My Time (1971)
- Skeeter Sings Dolly (1971)
- Skeeter Skeeter Skeeter (1971)
- Bring It On Home (1972)
- The Hillbilly Singer (1972)
- I Can't Believe That It's All (1973)
- He Wakes Me with a Kiss (1974)
- Versatile (1975)
- Heart Strings Tudor (1984)
- Live Wire 51 (1984)
- You Were Made for Me (1990)
- Stars 3 (1994)

Singlar (topp 20 på Billboard Hot Country Songs)
- "Lost to a Geisha Girl" (1958) (#15)
- "Set Him Free" (1959) (#5)
- "Homebreaker" (1959) (#15)
- "Am I That Easy to Forget" (1960) (#11)
- "(I Can't Help You) I'm Falling Too" (1960) (#2)
- "My Last Date (With You)" (1960) (#5)
- "The Hand You're Holding Now" (1961) (#11)
- "Optimistic" (1961) (#10)
- "Where I Ought to Be" (1962) (#9)
- "The End of the World" (1962) (#2)
- "I'm Saving My Love" (1963) (#9)
- "I Can't Stay Mad at You" (1963) (#14)
- "He Says the Same Things to Me" (1964) (#17)
- "Gonna Get Along Without You Now" (1964) (#8)
- "Fuel to the Flame" (1967) (#11)
- "What Does It Take (To Keep a Man Like You Satisfied)" (1967) (#5)
- "There's a Fool Born Every Minute" (1968) (#16)
- "I'm a Lover (Not a Fighter)" (1969) (#9)
- "I Can't Believe That It's All Over" (1973) (#12)